# Königsstadt (Böhmen)
Die Bezeichnungen Königsstadt und Lehnstadt waren in Königreich Böhmen im Mittelalter ein städtisches Privileg und ein wichtiges Element des königlichen Besitzes. Dieser Besitz sollte unveräußerlich sein und durfte vom Herrscher nicht verpfändet werden. Sie unterstanden direkt dem Böhmischen König bzw. der Böhmischen Krone.

## Politische und wirtschaftliche Bedeutung der Königsstädte
Die Städte entstanden durch Initiative und Förderung des Landesherrn, zumal dieser an einer Stärkung der Wirtschaftskraft seines Herrschaftsraumes, der Erhöhung des Steuerertrags, der Steigerung des Verteidigungspotentials, der Gewinnung von Verwaltungszentren sowie dem Aufbau und der Festigung eines politischen Gegengewichts zu den mächtigen Adelsgeschlechtern im Lande sich interessiert zeigte.
Politisch blieben die immer wieder privilegierten Städte der zentralen Gewalt des Königs zu- und untergeordnet, sie dienten – wenn nötig – als politisches Druckmittel gegenüber dem Landesadel. 1281 waren sie erstmals auf einem Landtag präsent, in der politischen Krise nach dem Aussterben der Přemysliden im Mannesstamm 1306 traten sie mit einem begrenzten Geltungsanspruch hervor.
Nach der Ausbreitung des Städtenetzes über das gesamte Staatsgebiet stellten die anderen Obrigkeiten untergeordneten Städte eine überwiegende Mehrheit dar, aber sie konnten sich nur ausnahmsweise mit den königlichen Städten messen. Die Vorteile der letzteren lagen sowohl in der Anzahl der Einwohner, in der wirtschaftlichen Vorrangstellung und in der finanziellen Kraft als auch in der gehobenen Rechtsstellung.
m 1300 lebte, bei einer geschätzten Bevölkerungszahl von 1,5 Millionen Menschen, bereits etwa ein Sechstel der Einwohner in Städten. Ein Netz von 252 Städten und Städtchen überzog jetzt bereits das Königreich Böhmen, wobei namentlich die Přemyslidenkönige des langen 13. Jahrhunderts als die Gründungs-„Väter der böhmischen, mährischen und einiger schlesischer Städte“ (František Hoffmann) gelten.
Ein Jahrhundert später lag diese Zahl bereits bei 389, am Ausgang des Mittelalters im Jahre 1500 sogar bei 650 Städten und Landstädten, die entweder den Status einer königlichen, d. h. landesherrlichen Stadt besaßen oder als Untertanenstadt und damit zum Besitz einer kirchlichen Institution oder eines weltlichen Herrn gehörend, galten.
Seit Ende des 13. Jahrhunderts und besonders zur Zeit der Hussitenkriege und des Ständewesens emanzipierten sich zunehmend die Königlichen Städte, an deren Spitze die Prager Altstadt stand, und wurden zu einem der Hauptakteure der politischen und wirtschaftlichen Entwicklung des Landes. Als wichtiges Organ der Selbstverwaltung der Stadt gewannen die Schöffen (consules) zunehmend an Bedeutung.

## Rechtliche Stellung
Königliche Städte standen unter der Aufsicht eines königlichen Beamten, des Unterkämmerers. Seit etwa 1270 war das Amt des königlichen Unterkämmerers in den meisten Kommunen mit Stadtbesteuerung und Stadtsteuerung befasst, jeweils ein solcher Unterkämmerer amtierte für Böhmen und für Mähren. Die Verwaltung der Städte war in vielem von seinen Befugnissen abhängig, was sich bereits in der Einsetzung des städtischen Rates widerspiegelte. Die andauernde Stärke der königlichen Macht behauptete auch in der Folgezeit ihr Übergewicht, was dem inneren städtischen Leben seine spezifischen Züge aufdrückte.
Längere Zeit fungierte als Repräsentant des Landesherrn vor Ort ein königlicher Richter (Gerichtshoheit), dem der Bürgermeister als zentrale Figur aus den Reihen der Bürger gegenübertrat. Erst allmählich begannen sich Strukturen der inneren Selbstverwaltung herauszubilden (Schöffen, Rat) und die Entwicklung hin zu einer „dynamisch-modernen Bürgerstadt“, so Peter Moraw, mit der bekannten sozialen und daraus erwachsenden rechtlichen Differenzierung verlief. Zunächst erhielten die meisten Städte anfangs nur die Niedergerichtsbarkeit; die Hochgerichtsbarkeit folgte oft erst an der Wende zur Frühen Neuzeit.
In den Ländern der Böhmischen Krone gab es Anfang des 16. Jahrhunderts etwa 40 Städte mit königlichen Privileg. Vor allem in der Ständeordnung nahmen die Bürger dieser Städte eine höhere Stellung ein als sonstige Untertanen.
Neben den Königsstädten gab es sogenannte Lehnstädte, die meist eine Einkommensquelle der Königin waren. Eine weitere Einnahmequelle der königlichen Kammer waren sogenannte Kammerstädte, die jedoch nicht die Rechte und die Stellung einer Königsstadt innehatten. Diese Städte mussten Fronarbeiten für die Königliche Kammer leisten. Der König durfte sie auch jederzeit verkaufen. Daneben gab es noch einige Bergstädte, die nicht die Privilegien der Königlichen Städte besaßen.
Die Rechte des bürgerlichen Stands und insbesondere die führende, sehr autonome Rolle der Prager Städte wurden mit dem Aufstieg der Habsburger, die die Zerschlagung einer einheitlichen Prager Verwaltung verfolgten, stark angegriffen. Der böhmische König Ferdinand I. (reg. 1526/27–1564) hatte 1528 den Zusammenschluss der Prager Städte aufgehoben und jegliche Bemühungen zu dessen Erneuerung unter Androhung der Todesstrafe verboten.

## Rechtskreise
In Böhmen und Mähren haben sich vorwiegend deutsche Stadtrechtsformen eingebürgert. Die früheste städtische Urkunde, das Privilegium für Mährisch-Neustadt, von der Übernahme des Magdeburger Rechts nach dem Vorbild der Bürger von Freudenthal spricht.
Die böhmischen und mährischen Städte gehörten seit ihrer Gründung bis zur Schlacht am Weißen Berg (1620) zu einem der beiden grundlegenden Rechtskreise – dem sächsisch-magdeburgischen (norddeutschen) oder dem Nürnberger (süddeutschen) bzw. Wiener, wobei die Zugehörigkeit entscheidend von der geographischen Lage, zugleich jedoch von den politischen, ökonomischen und praktischen Interessen des Stadtherrn abhing. Die Grenze zwischen beiden Rechtskreisen verlief dabei in etwa entlang einer wellenförmigen Linie Komotau – Schlan – Prag – Kolin – Chrudim – Chrudim – Politschka – Gewitsch – Prerau in Richtung des Flusses Waag nach Ungarn. Eine spezifische Stellung nahm die böhmische Landesmetropole Prag ein. Die sog. Kleinseite (Minor civitas Pragensis sub castro Pragensi – kleinere Stadt Prag) gehörte zum sächsisch-magdeburgischen Recht, die Altstadt hingegen zum Nürnberger Rechtskreis. Magdeburg und Nürnberg bekleideten folglich gegenüber den böhmischen und mährischen Städten die Rolle einer Appellationsinstanz in komplizierten Fällen einer unklaren bzw. strittigen Rechtsauslegung (Rechtsbelehrungen bzw. Rechtsmitteilungen).

## Bürgertum in Königsstädten
Bürgertum in Königsstädten wurde zu einem besonderen sozialen Status. Zum Bürger wurde man durch einen rechtlichen Akt. Wer ein Haus kaufte, längere Zeit in einer Stadt wohnte, gute Vorfahren und ein ordentliches Familienleben vorweisen konnte oder, falls er Untertan war, einen Entlassungsschein vorlegen konnte, hatte die Chance, in diese Schicht aufgenommen zu werden. Eine weitere Möglichkeit, in diese privilegierte Schicht aufgenommen zu werden, war Kauf oder Einheirat. In einzelnen Fällen wurde auch seitens der Stadt, vor allem gebildeten Menschen eine Bürgerschaft angetragen.
Die Rechte und Pflichten unterschieden sich jedoch von Ort zu Ort oft erheblich, meist gegeben durch den Status der jeweiligen Stadt. Auch im Bürgertum selbst bestand eine Hierarchie, die sich an den Einkünften, der Reihenfolge beim Abendmahl und dem Sitzplatz in der Kirche, aber auch am Standort des Hauses zeigte.
Erst die Ausstattung der Bewohner mit allen rechtlichen und wirtschaftlichen Privilegien bildete die Voraussetzung für die Entstehung der regulären, institutionalisierten Stadt des Hochmittelalters. Den Bürgern (burgenses, erst später cives) – mitunter die früheren, bereits gemischtsprachigen Bewohner, aus der Umgebung zuziehende Tschechen, hauptsächlich aber angeworbene Deutsche – wurden mit der freien Verfügung über den Besitz und mit dem Vererbungsrecht der Schutz des Hauses und gewisse Bürgerfreiheiten (libertates) zugestanden.
siehe Geschichte der Bürgerrechte

## Böhmische und mährische Königsstädte
mit Jahr der Ernennung
- Uničov (Mährisch Neustadt) 1213
- Bruntál (Freudenthal) 1213
- Opava (Troppau) vor 1224
- Hradec Králové (Königgrätz) 1225
- Znojmo (Znaim) 1226
- Jemnice (Jamnitz) etwa 1227
- Hodonín (Göding) etwa 1228
- Litoměřice (Leitmeritz) 1228–1230
- Jaroměř (Jaromir, auch Jermer) vor 1230
- Bzenec (Bisenz) 1231
- Prager Altstadt (Staré Město) 1235–1245
- Brno (Brünn) 1238, 1240
- Stříbro (Mies) 1240
- Loket (Elbogen) 1240–1253
- Žatec (Saaz) 30. November 1265
- Přerov (Prerau) 1252
- Olomouc (Olmütz) 1253
- Jihlava (Iglau) 1253
- Písek (Pisek) 1256
- Kolín (Kolin älter auch Köln an der Elbe) 1253–1261
- Kouřim (Gurim, älter Kaurzim) 1253–1261
- Malá Strana (Kleinseite) 1257
- Most (Brüx) vor 1257
- Uherské Hradiště (Ungarisch Hradisch) 13. November 1257
- Čáslav (Tschaslau) etwa 1260
- Chrudim (deutsch älter auch: Crudim) etwa 1260[8]
- Klatovy (Klattau) vor 1260
- Vysoké Mýto (Hohenmauth) etwa 1260
- Ústí nad Labem (Aussig) etwa 1260
- Louny (Laun) nach 1260
- Kadaň (Kaaden) vor 1261
- Domažlice (Taus) etwa 1262
- České Budějovice (Böhmisch Budweis und Budweis) 1265
- Polička (Politschka) 1265
- Chotěboř (Chotieborsch) 1265–1278
- Ostrov nad Ohří (Schlackenwerth) 1269
- Litovel (Littau) 1270
- Uherský Brod (Ungarisch Brod) 1272
- Nymburk (Nimburg, auch Neuenburg an der Elbe) 1276
- Tachov (Tachau) 1253–1278
- Dvůr Králové (Königinhof an der Elbe) 1253–1278 und 1399
- Jaroměř (Jermer) 1253–1278
- Mělník (Melnik) 1253–1274
- Kutná Hora (Kuttenberg) vor 1276
- Ivančice (Eibenschütz), 1288
- Plzeň (Pilsen) 1295
- Nový Bydžov (Neubidschow) 1305–1325
- Vodňany (Wodnian) 1337
- Prager Neustadt (Pražské Nové Město) 1348
- Karlovy Vary (Karlsbad) 14. August 1370
- Trutnov (Trautenau) 1399
- Sušice (Schüttenhofen) 1273?
- Nový Knín (Neuknin) 1437
- Velvary (Welwarn) 1482
- Kyjov (Gaya) 1548
- Hradčany (Prag) 1598
- Týn nad Vltavou (Moldauthein) 1609
- Beroun (Beraun)
- Slaný (Schlan)
- Pohořelice (Pohrlitz)
- Josefov (Jaroměř) (Josefstadt, 1791)

## Königsstädte im böhmischen Glatzer Land
Die Königsstädte im Glatzer Land, das 1459 durch König Georg von Podiebrad zur Grafschaft erhoben wurde, waren ehemals städtische Zentren für Handwerk und Handel für die umliegenden Grundherrschaften, die an den niederen Adel verlehnt waren. Die Bürger der Glatzer königlichen Städte gehörten zu den privilegierten Schichten des Glatzer Lehenssystems (manský system) und unterstanden dem Glatzer Stadtgericht. Zu den weiteren Privilegien gehörte, dass sich 1336 der damalige Landesherr Johann von Luxemburg das Patronat über die Kirchen der vier Königsstädte vorbehielt, während er das Patronat der anderen Kirchen an die jeweiligen Lehensherren übertrug. Urkunden über die Erhebung zur Königsstadt, wie sie für die meisten böhmischen Königsstädte bestehen, existieren für die Glatzer Königsstädte nicht.
- Glatz (Kladsko)
- Landeck (Landek, 1336)
- Habelschwerdt (Bystřice, 1319[9])
- Wünschelburg (Hrádek, auch Radkov)
- Reinerz (1648)[10]